# 威廉·亨利·布拉格
威廉·亨利·布拉格爵士，OM，KBE，FRS（英語：Sir William Henry Bragg，1862年7月2日—1942年3月10日），英国物理学家、化学家，1915年与其子威廉·劳伦斯·布拉格一同获得诺贝尔物理学奖。

## 早期
威廉·布拉格1862年出生于英国威格顿。他先后在Market Harborough文法学校和马恩岛的威廉国王学院学习，完成大学之前的教育。1881年，他获得奖学金入读剑桥大学三一学院，在著名教师爱德华·约翰·劳思的指导下学习数学。1884年6月，他在优等生数学考试中名列第一部分第三，1885年初进入第二部分学习，同年有一段时间在卡文迪许实验室学习物理。

## 阿德莱德大学时期
1885年，威廉·布拉格被澳大利亚阿德莱德大学聘为数学物理教授，于1886年初正式上任。此前他的物理知识并不多，在阿德莱德他才大量学习物理知识，但真正涉及到重要研究已经是40岁之后了。
1904年，在但尼丁召开的一次澳大拉西亚科学促进会的会议上，他担任所在小组的主席，并发表了论文Some Recent Advances in the Theory of the Ionization of Gases（《气体电离理论的新发展》）。后来他在这篇论文的基础上，继续开展研究，于1912年出版了他的第一本著作Studies in Radioactivity（《放射能研究》）。
1904年那次会议后不久，他得到一些溴化镭，并进行相关研究，当年年底在Philosophical Magazine（《哲学杂志》）上发表了关于镭射线的研究论文。1907年，他当选英国皇家学会会士。
1908年底，他从阿德莱德大学辞职。他在这所大学的23年间，见证了其学生数的数倍增长，对其理学院的发展也尽到了最大的贡献。

## 利兹大学时期
1909年，威廉·布拉格到利兹大学担任卡文迪许物理教授。他在这里继续X射线研究，并大获成功。他发明了X射线分光计，并与他的儿子威廉·劳伦斯·布拉格创立了用X射线分析晶体结构的新学术领域。这项技术的应用为稍后DNA双螺旋结构的发现奠定了基础。正是由于这项成就，1915年父子两人一同被授予诺贝尔物理学奖。

## 伦敦大学学院时期
1915年，威廉·布拉格被伦敦大学学院聘为奎恩物理教授，但受第一次世界大战的影响，他直到战争结束后才开始工作。战争期间，他主要为英国政府服务，进行潜艇探测的研究。1918年，他回到伦敦，担任海军司令部的顾问。恢复在大学的工作后，他主要从事的研究仍然是晶体结构分析。

## 皇家研究所时期
1923年起，他成为皇家研究所的富勒里安化学教授和戴维·法拉第研究实验室（Davy Faraday Research Laboratory）的主任。在他的领导下，实验室发表了大量有价值的论文。1935年，他当选为英国皇家学会的会长。

## 荣誉
除外诺贝尔物理学奖之外，威廉·布拉格还先后获得过马泰乌奇奖章（1915年）、拉姆福德奖章（1916年）和科普利奖章（1930年）。他还先后被英国王室授予司令勋章（C.B.E.，1917年）、爵级司令勋章（K.B.E.，1920年）和功绩勋章（O.M.，1931年）。
他上过的文法学校和威廉国王学院都有以他名字命名的建筑，作为对这位杰出毕业生的纪念。自1992年起，澳大利亚物理学会设立一个全国年度最佳物理博士论文奖项，向最佳论文的作者颁发“布拉格金牌”（The Bragg Gold Medal for Excellence in Physics），这枚奖牌的命名是为了纪念布拉格父子。